# 宇野勇作

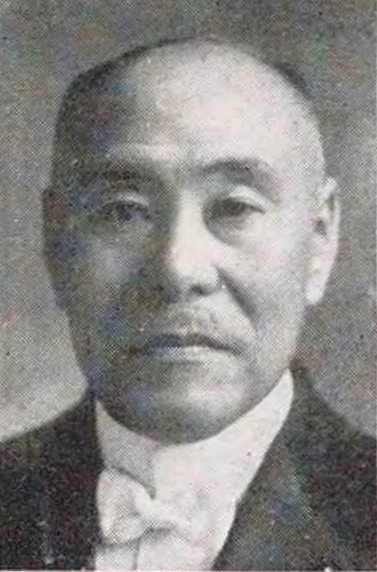
宇野勇作

宇野 勇作（うの ゆうさく、1871年6月2日（明治4年4月15日） - 1940年（昭和15年）10月8日）は、大正から昭和時代前期の政治家、銀行家、実業家。貴族院多額納税者議員。衆議院議員（1期）。

## 経歴
陸奥弘前藩領津軽郡上十川村（青森県南津軽郡六郷村を経て現黒石市）に生まれる。南黒地方屈指の大地主。南津軽郡立中学校を卒業し、産馬、リンゴ園、酒造業、運送業などを営む。1915年（大正4年）青森県会議員に当選。1920年（大正9年）5月の第14回衆議院議員総選挙では青森県第3区から立憲政友会公認で出馬し、鳴海文四郎を700票余上回り当選する。
1927年（昭和2年）六郷村長となり、1932年（昭和7年）9月には青森県多額納税者として貴族院議員に互選され、同月29日から1939年（昭和14年）9月28日まで在任した。交友倶楽部に所属した。父に続き2代連続で貴族院議員に当選したことを記念して青森市米町に政友会館を寄付した。ほか、青森県農工銀行、尾上銀行各専務、弘南鉄道の重役を歴任した。1940年（昭和15年）第五十九銀行頭取在任中に死去し、銀行葬が営まれた。

## 親族
- 父：宇野清左衛門（貴族院多額納税者議員）[3]
- 弟：宇野要三郎（大審院刑事部長）[3]
- 弟の岳父: 植村永孚 （海軍中将)[5]
- 長男:清一郎 (妻は松木幹三郎娘みつ、幹三郎の弟は貴族院多額納税者議員 津島源右衛門)[6]
- 親戚:加藤宇兵衛 (貴族院多額納税者議員)